# 3-й Лучевой просек
3-й Лучево́й про́сек (с 1840 года до 1927 года — 3-й Соко́льничий Лучево́й про́сек) — просека в Восточном административном округе города Москвы на территории района Сокольники.

## История
Просек получил современное название в 1927 году, до этого с момента образования в 1840 году носил название 3-й Сокольничий Лучевой просек. И современное, и историческое названия даны по радиальному (как луч) положению просека относительно Сокольнического круга. Северная часть просека в старых картах упоминается под названием «Алексеевский просп.».

## Расположение
3-й Лучевой просек проходит по территории парка «Сокольники» на северо-запад от проезда Сокольнического Круга, пересекает Митьковский проезд и Поперечный просек и проходит до путей Ярославского направления Московской железной дороги, где к нему с юго-запада примыкает 2-й Лучевой просек. За путями трассу 3-го Лучевого просека продолжает 1-й Рижский переулок, однако переезд через пути не организован, возможен лишь пешеходный переход по мосту. Нумерация домов начинается от проезда Сокольнического Круга.

## Застройка
- № 12 — до 2011 года по этому адресу располагалась дача С. П. Афанасьева[4], построенная в 1903-м по проекту П. Соколова[5].  7730713007

## Транспорт

### Наземный транспорт
По 3-му Лучевому просеку не проходят маршруты наземного общественного транспорта. На пересечении с Поперечным просеком, расположена остановка «3-й Лучевой просек» автобуса № 140.

### Метро
- Станции метро «Сокольники» Сокольнической линии и «Сокольники» Большой кольцевой линии (соединены переходом) — юго-восточнее просека, на Сокольнической площади
- Станция метро Алексеевская

### Железнодорожный транспорт
- Станция Москва-3 Ярославского направления Московской железной дороги
- Станция Маленковская Ярославского направления Московской железной дороги